# Остання миля
Остання миля — канал, що сполучає кінцеве (клієнтське) обладнання з вузлом доступу провайдера (оператора зв'язку). Наприклад, при наданні послуги підключення до мережі Інтернет остання миля — ділянка від порту комутатора провайдера на його вузлі зв'язку до порту маршрутизатора клієнта в його офісі. Для послуг комутованого (dial-up, діалапного) підключення остання миля — це ділянка між модемом користувача і модемом (модемним пулом) провайдера. У останню милю зазвичай не включається прокладання дротів усередині будівлі.
Термін використовується в основному фахівцями з галузі зв'язку.
До технологій останньої милі зазвичай відносять xDSL, FTTx, Wi-Fi, WiMAX, DOCSIS, PLC. До устаткування останньої милі можна віднести xDSL-модеми, мультиплексори доступу, оптичні модеми і перетворювачі, радіомультиплексори.

## Техніко-економічна оцінка технологій останньої милі
Проблема останньої милі завжди була актуальним завданням для зв'язківців. Дотепер з'явилася безліч технологій останньої милі, і перед будь-яким оператором зв'язку постає завдання вибору технології, що оптимально вирішить завдання доставки будь-якого вигляду трафіку своїм абонентам. Універсального рішення цієї задачі не існує, в кожної технології є своя сфера застосування, свої переваги і недоліки. На вибір того або іншого технологічного рішення впливає ряд чинників, у тому числі:
- стратегія оператора
- цільова аудиторія
- запропоновані й плановані до надання послуги
- розмір інвестицій в розвиток мережі і термін їх окупності
- вже наявна мережева інфраструктура, ресурси для її підтримки в працездатному стані
- час, необхідний для запуску мережі і початку надання послуг
- інші чинники.

Кожному з цих чинників можна привласнити свою вагу залежно від важливості, і вибір тієї або іншої технології приймається з врахуванням всієї їх сукупності. Проста і ефективна модель, що дозволяє швидко оцінити економічні параметри технологій останньої милі, описана ось тут.
Існують спеціалізовані компанії і підрозділи великих компаній зв'язку, які займаються виключно побудовою останньої милі.
Все більшого поширення для організації абонентського радіодоступу починають отримувати системи WLL (англ. Wireless local loop). Вони найбільш економічні і є швидким способом організації зв'язку. Особливий ефект досягається, якщо прокладка кабелю пов'язана зі значними витратами.